# Benjamin F. Harding
Benjamin F. Harding (Tunkhannock, 1823. január 4. – Cottage Grove, 1899. június 16.) az Amerikai Egyesült Államok szenátora (Oregon, 1862–1865).